# Чемпіонат світу з хокею з шайбою серед юніорських команд (жінки) 2009
Чемпіонат світу з хокею з шайбою серед юніорських команд (жінки) 2009 — 2-й розіграш чемпіонату світу з хокею серед юніорок. Чемпіонат проходив у німецькому місті Фюссен, з 5 по 10 січня 2009 року. З цього чемпіонату окрім турніру у Топ-дивізіоні, пройшов чемпіонат і у першому дивізіоні.

## Топ-дивізіон

### Команди
- Канада
- Чехія
- Фінляндія
- Німеччина
- Росія
- Швейцарія
- Швеція
- США

### Попередній етап
Група А
| М. | Збірна    | І | В | ВО | ПО | П | Ш     | О | США  | Швеція | Росія | Німеччина |
| -- | --------- | - | - | -- | -- | - | ----- | - | ---- | ------ | ----- | --------- |
| 1. | США       | 3 | 3 | 0  | 0  | 0 | 35:2  | 9 |      | 9:2    | 12:0  | 17:0      |
| 2. | Швеція    | 3 | 2 | 0  | 0  | 1 | 16:11 | 6 | 2:9  |        | 6:4   | 8:1       |
| 3. | Росія     | 3 | 1 | 0  | 0  | 2 | 6:25  | 3 | 0:12 | 4:6    |       | 7:2       |
| 4. | Німеччина | 3 | 0 | 0  | 0  | 3 | 3:24  | 0 | 0:17 | 1:8    | 2:7   |           |

Група В
| М. | Збірна    | І | В | ВО | ПО | П | Ш    | О | Канада | Чехія | Швейцарія | Фінляндія |
| -- | --------- | - | - | -- | -- | - | ---- | - | ------ | ----- | --------- | --------- |
| 1. | Канада    | 3 | 3 | 0  | 0  | 0 | 35:1 | 9 |        | 16:0  | 13:1      | 6:0       |
| 2. | Чехія     | 3 | 1 | 0  | 1  | 1 | 8:18 | 4 | 0:16   |       | 4:3       | 1:2 Б     |
| 3. | Швейцарія | 3 | 1 | 0  | 0  | 2 | 8:26 | 3 | 1:13   | 3:4   |           | 4:3       |
| 4. | Фінляндія | 3 | 0 | 1  | 0  | 2 | 5:11 | 2 | 0:6    | 2:1 Б | 3:4       |           |

### Втішний раунд
Півфінали
- Швейцарія —  Німеччина 1:2 Б
- Росія —  Фінляндія 1:2 ОТ

Матч за 7 місце
- Швейцарія —  Росія 2:3 Б

Збірна Швейцарії вибула до першого дивізіону.
Матч за 5 місце
- Німеччина —  Фінляндія 1:5

### Фінальний раунд
Півфінали
- Канада —  Швеція 6:1
- США —  Чехія 18:0

Матч за 3 місце
- Швеція —  Чехія 9:1

Матч за 1 місце
- США —  Канада 3:2 ОТ

### Найкращі гравці чемпіонату світу
Найкращими гравцями були обрані (Директорат турніру):
Воротар  Алекс Рігсбі
Захисник  Алев Кельтер
Нападник  Аманда Кессел

## Дивізіон І
Турнір проходив у місті Шамбері (Франція), з 28 грудня 2008 року по 2 січня 2009 року.
| Збірна     | І | В | ВО | ПО | П | Ш     | О  | Японія | Франція | Словаччина | Австрія | Норвегія |
| ---------- | - | - | -- | -- | - | ----- | -- | ------ | ------- | ---------- | ------- | -------- |
| Японія     | 4 | 4 | 0  | 0  | 0 | 18:5  | 12 |        | 2-0     | 6-1        | 3-1     | 7-3      |
| Франція    | 4 | 2 | 1  | 0  | 1 | 9:7   | 8  | 0-2    |         | 2-1 (Б)    | 4-2     | 3-2      |
| Словаччина | 4 | 2 | 0  | 1  | 1 | 11:14 | 7  | 1-6    | 1-2 (Б) |            | 5-3     | 4-3      |
| Австрія    | 4 | 1 | 0  | 0  | 3 | 8:13  | 3  | 1-3    | 2-4     | 3-5        |         | 2-1      |
| Норвегія   | 4 | 0 | 0  | 0  | 4 | 9:16  | 0  | 3-7    | 2-3     | 3-4        | 1-2     |          |